# Annona stenophylla
Annona stenophylla Engl. & Diels – gatunek rośliny z rodziny flaszowcowatych (Annonaceae Juss.). Występuje naturalnie w Angoli, Zambii, Namibii, Botswanie oraz Zimbabwe. 

## Morfologia
PokrójZimozielone drzewo lub krzew dorastające do 0,5–1 m wysokości. Jest geofitem ryzomowym. Młode pędy są omszone.
LiścieMają kształt od podłużnie eliptycznego do odwrotnie lancetowatych. Mierzą 5–18 cm długości oraz 0,5–6 cm szerokości. Nasada liścia jest zaokrąglona lub klinowa. Wierzchołek jest ostry lub spiczasty. Ogonek liściowy jest nagi i dorasta do 2–20 mm długości.
KwiatySą pojedyncze lub zebrane w parach. Rozwijają się w kątach pędów. Działki kielicha mają owalnie trójkątny kształt i dorastają do 3–4 mm długości. Płatki mają owalny lub równowąsko podłużny kształt. Są zielonożółtawego koloru. Osiągają do 8–12 mm długości.
OwoceTworzą owoc zbiorowy. Mają jajowaty lub kulisty kształt. Osiągają 17–30 cm średnicy. Powierzchnia jest naga i ma brązowożółtawą barwę.

## Zmienność
W obrębie tego gatunku oprócz podgatunku nominatywnego wyróżniono trzy podgatunki:
- Annona stenophylla subsp. cuneata (Oliv.) N.Robson
- Annona stenophylla subsp. longipetiolata (R.E.Fr.) N.Robson
- Annona stenophylla subsp. nana (Exell) N.Robson